# کوین بارون
کوین بارون (انگلیسی: Kevin Baron; ۱۹ ژوئیهٔ ۱۹۲۶ – ۵ ژوئن ۱۹۷۱) بازیکن فوتبال اهل بریتانیا بود.
از باشگاه‌هایی که در آن بازی کرده‌است می‌توان به باشگاه فوتبال لیورپول، باشگاه فوتبال نورث‌همپتون تاون، باشگاه فوتبال ساوتند یونایتد، باشگاه فوتبال ویسبچ، باشگاه فوتبال بدفورد تاون، و باشگاه فوتبال مالدون و تیپتری اشاره کرد.